# 圣安德烈斯-塞梅塔瓦赫
圣安德烈斯-塞梅塔瓦赫（西班牙語：San Andrés Semetabaj）是危地馬拉的城鎮，位於該國西南部，由索洛拉省負責管轄，面積48平方公里，海拔高度1,949米，2002年人口9,411，人口密度每平方公里196.06人。
14°45′N 91°8′W / 14.750°N 91.133°W